# 1998 في النرويج
فيما يلي قوائم الأحداث التي وقعت خلال عام 1998 في النرويج.

## أفلام
من الأفلام التي صدرت هذه السنة في النرويج:
- 1 سبتمبر – بيروت الغربية من إخراج زياد دويري.

## برامج ومسلسلات وأنمي
- فندق سيزار

## مواليد

### يناير
- 1 يناير – ليزا تيغن
- 12 يناير – رفيق زخنيني لاعب كرة قدم نرويجي.

### ديسمبر
- 17 ديسمبر – مارتين أوديغارد لاعب كرة قدم نرويجي.